# ポンティアック戦争
ポンティアック戦争（ポンティアックせんそう、英: Pontiac's Rebellion）は、フレンチ・インディアン戦争/七年戦争 (1754-1763)の終結後、イギリスの五大湖地方支配に不満を抱いたインディアンが侵略者であるイギリス白人に対して1763年に戦いを挑んだ「インディアン戦争」である。

## 概要
1763年5月、イギリス軍のジェフリー・アマーストが押し付けてきた民族浄化政策に対して、行く末に危惧を抱いたインディアンたちがイギリス軍の多くの砦や入植地を襲ったことから「ポンティアック戦争」は始まった。白人の8つの砦が破壊され、数百の入植者が殺されるか捕虜にされ、他にも多くの者がこの地域から逃げ出した。
五大湖地方からイギリス軍と白人入植者を追い出すために、多くの部族のインディアン戦士が立ち上がった。
1764年、イギリス軍の遠征から次の2年間にわたる和平交渉が進み、敵対行動は収まった。インディアンたちはイギリス人を追い出すことができなかったが、この蜂起によってイギリス政府の占領政策を修正させることになった。
インディアン戦争は苛烈で、捕虜の殺害や、一般市民を攻撃目標にしたり、また他にも民間人への残虐行為が双方で見られた。今日でも知られている出来事としては、ピット砦のイギリス軍士官が天然痘ウィルスに汚染された毛布を贈り物にし、周辺のインディアンにこれを感染させたことである。紛争の冷酷残忍さはイギリス人入植者とインディアンの間の増幅する民族間対立の反映であった。イギリス政府は、入植者とインディアンの土地の間に境界を設定する1763年宣言を発して、これ以上民族間対立がひどくならないようにした。

## 紛争の名前
「ポンティアック戦争」という呼称は、多くの部族をとりまとめ、交渉の矢面に立ったオタワ族の酋長、オブワンディヤグ（ポンティアック）にちなんでいる。これ以外にも、ポンティアックの反乱、ポンティアックの蜂起など様々な呼び方がある。当初の戦争の名前は、「キヤスタとポンティアックの戦争」であった。キヤスタはグヤスタの別の綴り方であり、影響力のあるセネカ・ミンゴ族の酋長だった。1851年のフランシス・パークマンによる「ポンティアックの謀略」が出版された後は、「謀略」という呼び方が広く知られるようになった。パークマンの影響力ある本は1世紀近くの間の戦争に関する最も信頼のおける証言となり、今日でも出版されている。
パークマンを始め、白人たちはインディアンの「酋長（チーフ）」を、「部族長」、あるいは「指導者」だと思い込んでいた。しかし実際には、インディアンの部族は合議制民主主義を基本としており、ある個人が部族をとりまとめたり、率いたりするような「首長」のようなものは存在しない。インディアンの酋長とは「調停者」、「世話役」、あるいは「奉仕者」であって、ポンティアックやグヤスタが戦争を率いたわけではない。酋長は調停者として、白人との交渉の矢面に立たなければならなかった。白人はこれを見て、ポンティアックやグヤスタがこの戦争を率い、謀略を図り、扇動したと勝手に思い込んでこのような戦争名を付けたのである。
20世紀に入って、パークマンは戦争におけるポンティアックの影響度合いを誇張しており、それゆえに戦争にポンティアックの名前を付けるのは誤解を生むと指摘する歴史家が現れた。例えば、1988年にフランシス・ジェニングスは「フランシス・パークマンの曇った心では1人の野蛮な天才、オタワ族の酋長ポンティアックから辺境の策略が広がったので、それが「ポンティアックの謀略」となったが、ポンティアックは多くの部族を巻き込んだ反抗における一オタワ族の戦争指導者に過ぎなかった」と記した。戦争の別の名前も提案されたが、一般の歴史家は最も汎く使われている「ポンティアック戦争」と呼び続けている。現代では、「ポンティアックの謀略」は稀に学者によって使われることがある。
上述したようにインディアンの酋長は指導者ではないので、パークマンを批判しているジェニングスも根本的にインディアンの文化を誤解している。

## 戦争の原因
ポンティアック戦争の前の数十年間、フランスとイギリスはヨーロッパにおける一連の戦争に加わったが、その中には北アメリカの「フレンチ・インディアン戦争」も含まれていた。この戦争の中で最大のものは世界を巻き込んだ七年戦争であり、その結果、フランスは北アメリカのニュー・フランスをイギリスに割譲することになった。七年戦争の北アメリカ戦線は、アメリカ合衆国ではフレンチ・インディアン戦争と一般に呼ばれ、1760年にイギリスのジェフリー・アマースト将軍がフランス領のモントリオールを陥落させた後に終戦となった。
イギリス軍は、以前フランス軍守備隊のいたオハイオ領土や五大湖地方の多くの砦を占領した。1763年のパリ条約で戦争が正式に終わる前でさえも、イギリス王室は広大に広がった北アメリカの領土を管理するために変化を与えようとし始めた。フランスは長い間インディアンとの同盟を続けていたが、イギリスの戦後のやり方は基本的にインディアンを征服された民族として扱うことだった。敗れたフランスと同盟を結んでいたインディアンはすぐに、イギリスの占領と勝者として押し付けてきた新しい政策に不満を抱くようになった。

### 戦争に関わった民族
ポンティアック戦争に関わった民族は、1763年のパリ条約まではフランスが所有権を主張していたpays d'en haut（上の国）として知られるニュー・フランスの曖昧に定義された地域の居住者達であった。「上の国」のインディアンは多くの部族に分かれていた。この時点とこの領域では、「部族」は政治的な意味合いよりも言語の違いであるとか、血のつながりで分けられていた。全部族の言葉が話せる酋長はいなかったし、一致して事に当たる部族もいなかった。例えば、オタワ族は一部族として戦争に向かうのではなく、何人かのオタワ族の集団がそうすることを選ぶのであり、他の集団は戦争を非難し戦争とは離れて留まっていた。インディアンの社会は合議を尊ぶ民主主義であり、戦争を好まないグループに対して、交戦派が自分たちの意思に従わせるというような性格のものではない。
「上の国」の部族は基本的に3つの集団に分かれていた。第1の集団は五大湖地域の部族であり、オタワ族、オジブワ族、ポタワトミ族およびヒューロン族であった。これらの部族フランス系移民と長い間同盟を結んできており、ともに生活し、交易し、時には婚姻を結んできた。五大湖のインディアン部族はフランスが北アメリカを失った後、イギリスの権威の下に入ることを知って危機感を募らせていた。イギリス軍が1760年にフランスからデトロイト砦を奪取したとき、その地方のインディアンはイギリス軍に対し「この国は精霊によってインディアンに与えられたものだ」と警告していた。
第2の集団は東部イリノイ郡の部族であり、マイアミ族、ウェア族、キカプー族、マスクーテン族およびピアンカショー族であった。五大湖地域の部族にて、この地域の部族はフランスとの密接な付き合いの長い歴史があった。戦争中、イギリス軍はイリノイ郡が戦争の中心からは遠く離れていたために戦力を行使できなかったので、イギリス軍との付き合いは余り無かった。
3番目の集団はオハイオ郡の集団であり、デラウェア族、ショーニー族、ワイアンドット族およびミンゴ族であった。これらの部族はこの世紀早くにイギリスやフランス、それにイロコイ族から逃れてオハイオ川渓谷に流れてきていた。五大湖地域やイリノイ郡の部族とは異なり、オハイオの部族はフランスの支配とは強い接点が無く、先の戦争でフランス軍と共に戦った際もイギリス軍を追い出すための手段と見ていた。オハイオの部族は、イギリス軍がオハイオ領土から撤退するという了解でイギリス軍とは休戦していた。しかしフランスがいなくなると、イギリス軍はこの地域の砦を捨てるのではなく強化したので、オハイオの部族はイギリス軍を再度追い出すために1763年の戦争に参加した。
「上の国」の外では、影響力のあるイロコイ連邦はイギリス軍と「盟約の鎖」として知られる同盟を結んでいたために、ポンティアック戦争には参加しなかった。しかし、最西端のイロコイ族であるセネカ族はこの同盟に不満を抱いていた。既に1761年にセネカ族は五大湖やオハイオ領土の部族に伝令を送り、イギリス軍を追い出すために連合を組むことを呼びかけた。1763年にポンティアック戦争が始まった時、多くのセネカ族が素早く行動を起こした。

### アマーストの政策
イギリスの北アメリカにおける総指揮官アマースト将軍はインディアンに対する政策管理について、軍事的なことも毛皮の交易に関する規制にも全面的に関わっていた。アマーストは、フランスが舞台から消えればインディアンはイギリスの支配を認めるしかないと信じていた。アマーストはさらにインディアンはイギリス軍に対して考慮すべき反抗を企てることはできないと考えており、それ故に北アメリカの彼の手勢8,000名のうち、わずか500名程をこの戦争が起こった地域に駐屯させているに過ぎなかった。アマーストとデトロイト砦の指揮官ヘンリー・グラドウィンのような士官達はインディアンに対する軽蔑を隠しもしなかった。蜂起に加わったインディアン部族は、「グラドウィンは自分達を奴隷か犬よりもひどく扱っている」としばしば苦情を言っていた。
アマーストが1761年に「インディアンに与えられるはずのものを削り取る」という決定を下した時に、インディアンの憤慨がさらに募ることになった。「与えられるはずの物」とは、フランスと「上の国」インディアン部族との間の関係には切り離せないものであった。インディアンの慣習で重要な象徴的意味を持つものに従って、フランスは村の酋長に銃やナイフ、タバコ、衣類などの贈り物をし、酋長達はその贈り物を部族の者に分け与えた。このやり方で村の酋長は部族の中で権威を保ち、フランスとの同盟を維持し続けることができたと白人は思っていた。しかし現実には酋長は「世話役」であって、「権威を保つ」とかいう類の存在ではない。
アマーストはこのやり方が一種の賄賂であり、フランスとの戦争後に経費を切り詰めるよう圧力を受けていたために最早それは必要ないと考えた。「すべてのものを共有する」というインディアンの文化において、「気前の良さ」は何にも勝る美徳であった。贈り物をケチり出した白人の方針変更を、インディアンたちは侮辱とみなし、イギリスがインディアン達を同盟者と見ているのではなく、征服された民と見下している兆候と捉えた。
アマーストはまた、交易業者がインディアン達に売ることのできる銃弾や火薬の量を制限し始めた。フランスは常にこれらの物資を使えるようにしていたのに対し、アマーストは特に同盟者だったチェロキー族の1761年の反乱以降は、インディアン達を信用しなかった。チェロキー族の反乱は火薬が欠乏したために失敗したので、アマーストは火薬を分配する量を抑えておけば将来の反抗を防げるものと期待していた。インディアンの男達は家族のために食料を確保する必要があり、また毛皮交易のために毛皮を必要としていたので弾薬は必需品であり、インディアン達にさらに憤懣と困窮をうむことになった。多くのインディアン達は、イギリス軍がインディアン達に戦争を仕掛ける前に武装解除しているのだと信じ始めた。インディアン部局の監察官であったウィリアム・ジョンソン卿がアマーストに対して、贈り物や火薬を削ることの危険性を警告しようとしたが、徒労に終わった。

### 土地と信仰
土地も来るべき戦争の大きな問題であった。フランスの移民は常に少数であったのに対し、イギリスのそれは終りが無いように思われた。オハイオ領土のデラウェア族やショーニー族は東部のイギリスの移民によって領土を奪われ、強制移住させられていたので、このことがこの戦争に参加する動機になった。一方で、五大湖地方やイリノイ郡のインディアン部族は白人の入植で大きく影響されることは無かったが、東方の部族が経験したことに気付いてもいた。歴史家のグレゴリー・ダウドはポンティアック戦争に関わったほとんどのインディアンが白人の移民により強制移住させられる脅威に直面していたわけではないと指摘し、またそれゆえに歴史家達がイギリスの移民拡大を戦争の原因として強調し過ぎたとした。ダウドはイギリス軍の駐屯と態度、および政策をインディアン達が脅威と見てまた侮辱と見たことが戦争の重要な要素だと信じた。
戦争を起こした原因でもう一つ重要なことは、1760年代初期にインディアンの領土を席捲した信仰的な目覚めであった。この動きはイギリスに対する不満と共に食料の欠乏や伝染病によっても加速された。この現象で最も影響力があった者は「デラウェアの預言者」として知られるネオリンであった。ネオリンはインディアン達に交易用の商品やアルコールおよび白人の武器を遠ざけるように勧めた。ネオリンは伝統的なインディアンの信仰にキリスト教の要素を融合させ、聴衆に向かって白人の悪習に染まるインディアンを見て偉大なる魂は喜ばないこと、またイギリスはインディアンの存在そのものに脅威となることを説き聞かせた。ネオリンは、「もしお前達がその中にイギリス人を取り込めば、お前達は死んだ者となる。病い、天然痘およびアルコールの毒がお前達全員を破壊するだろう」と言った。これは自分達の世界が制御できないと思われる力によって変わりつつあると感じているインディアンには力強い教えとなった。

## 開戦

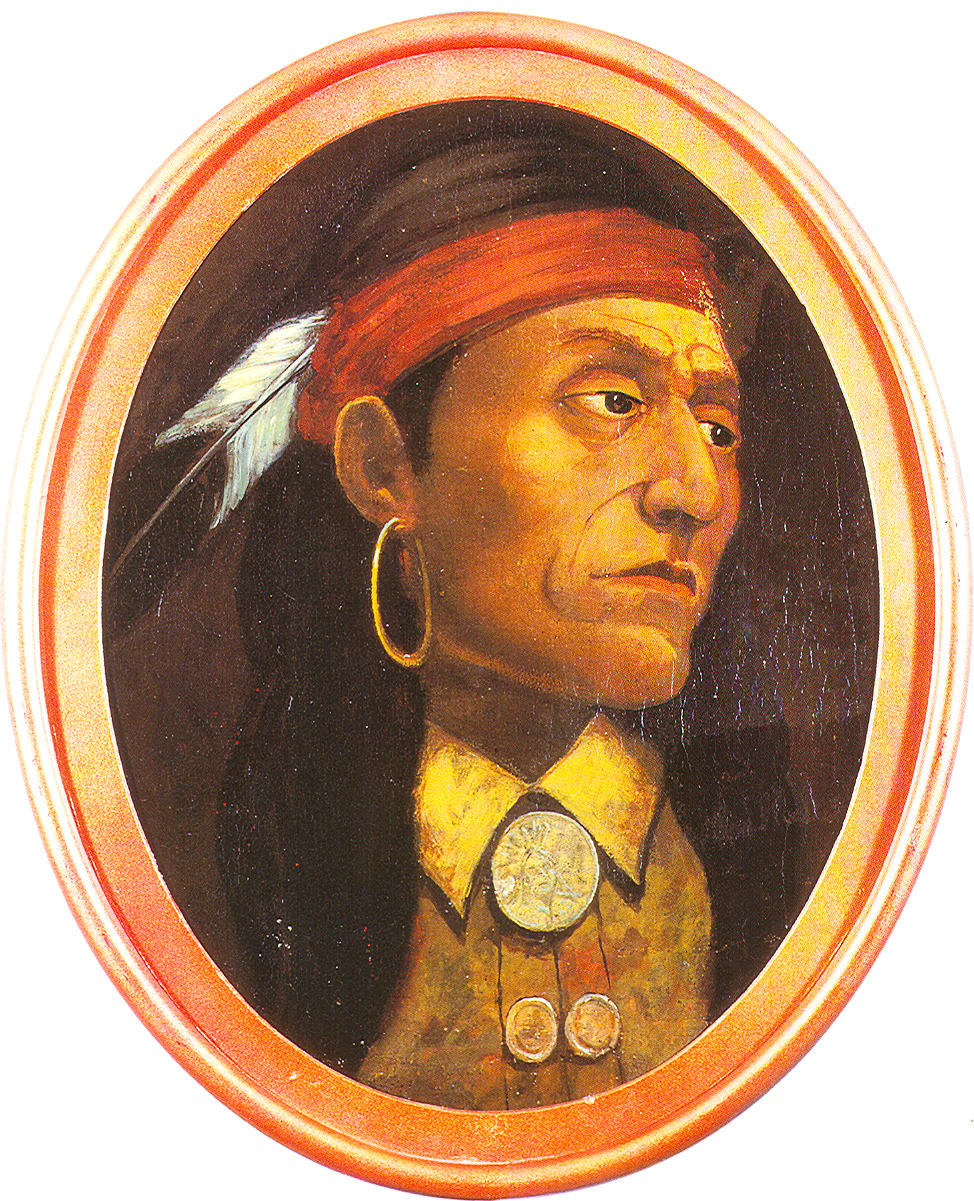
ポンティアックの信用置ける肖像画は無いが、しばしば想像をもって描かれた。この絵は19世紀にJohn Mix Stanleyが描いたもの。

### 戦争の計画
ポンティアック戦争が始まったのは1763年であるが、インディアンが攻撃の計画をしているという噂がイギリス当局に届いたのは1761年であった。オハイオ領土のセネカ族とミンゴ族が、部族連合を作りイギリス軍を追い出そうというワムパム（貝殻玉のビーズで綴られた伝言）の「戦いの帯」を回状を各部族に回した。グヤスタとタハイアドリスがいるミンゴ族は、自分達の土地がイギリス軍の砦に取り囲まれている事態を危惧していた。同じようなワムパムの「戦いの帯」はデトロイトとイリノイ郡でも作られた。しかし、インディアンの結束は進まず、1761年6月にはデトロイトのインディアンがセネカ族の計画をイギリス軍の指揮官に伝えた。1761年9月にウィリアム・ジョンソンがデトロイトで多くの部族との協議を開いた後は、脆弱な平和が維持されていたが、「戦いの帯」は回され続けた。1763年早くに「上の国」がフランスからイギリスに割譲されることを知ったインディアンによって、終に戦いの火蓋は切られた。
オタワ族によるデトロイト砦の攻撃で始まった戦いは、急速に地域全体に広がった。イギリス軍の砦のうち8つが占拠され、他にもデトロイト砦とピット砦が包囲されたが、これらは死守された。フランシス・パークマンの「ポンティアックの陰謀」では、これらの攻撃がポンティアックの作戦による協働行動であったとしている。パークマンの解釈は広く知られているが、この攻撃が全体計画の一部なのか、あるいは全体が「陰謀」であるのかはっきりした証拠がないとする歴史家もいる。
上述したように、インディアンの酋長は「指導者」でも「司令官」でもないから、これらの説は白人の思い込みに過ぎない。今日、白人学者の間で一般的となった見解では、前もって計画されたというよりも、ポンティアックらがデトロイト砦で行動を起こしたという話が「上の国」に伝えられ、既に不満を抱いていたインディアン部族が反抗に加わる動機を与えたことで、蜂起が広まったというものである。イギリス軍の砦に対する攻撃は同時ではなかった。多くのオハイオ領土のインディアン部族は、ポンティアックのデトロイト砦包囲の開始からほぼ1ヶ月は戦いを始めなかった。
パークマンは、ポンティアック戦争がイギリス軍を困らせることを意図したフランス人入植者によって密かに扇動されていたとも信じていた。この考え方は当時のイギリス当局によっても広く支持されていたものであるが、後の歴史家は蜂起にフランス人が関わったという証拠を見つけられなかった（フランス軍の手になるフレンチ・インディアン戦争の時の「戦いの帯」がまだインディアンの村を回っていたということもあり、フランスによる扇動の噂が立った）。フランス人がインディアン部族を掻き立てたというよりも、インディアン部族がフランス人を掻き立てようとしたのだと指摘する歴史家もいる。ポンティアックや他のインディアン部族の「指導者」はしばしば、フランス支配の復活とフランス＝インディアン同盟の再現について話していた、ポンティアックは自分の村でフランスの国旗を掲揚することまでしていた。これらのことはすべて明らかに、フランス人もイギリスに対する闘争に加わるように吹き込むことを意図されたものだった。
ポンティアックら「調停役」（酋長）が「フランス支配の復活とフランス＝インディアン同盟の再現」について話し合ったとしても何ら不自然なことではない。彼らの行動は部族の意志の反映である。フランス人入植者や交易業者の中にはインディアンの蜂起を支持した者もいたが、この戦争はフランスではなくインディアン部族の目的のためにインディアンによって始められ遂行された。

### デトロイト砦の包囲戦
1763年4月27日、ポンティアックはデトロイトの集落から約10マイル (16 km)の場所で部族間協議を開いた（インディアンの社会は合議制である）。ポンティアックは、ネオリンに教えられた聴衆の説得法に従って、オタワ族、オジブワ族、ポタワトミ族、ヒューロン族の多くをデトロイト砦獲得の試みに加わるよう呼びかけた。5月1日、ポンティアックは50名のオタワ族戦士とともに、砦の守備戦力を値踏みするために砦に向かった。フランスの年代記編者によれば、ポンティアックは2回目の部族間協議で次の呼びかけを行ったとされている。
わが兄弟、同士達よ。大切なことは、我々の国を破壊することだけを求める民族を我々の土地から追い出すことだ。我々の同胞であったフランスから得ていたような我々の需要を満たすことは最早不可能になったことは明らかだろう。それ故に兄弟同士達よ、我々は皆敵を打ち崩すことを誓わねばならないし、一時の猶予も許されない。我々を妨げるものはない。守備兵は少ないので我々は目的を達することができる。
ポンティアックたちは急襲によって強固な砦を落とせると期待して、5月7日に武器を隠した約300名の戦士と共にデトロイト砦に入った。しかし、イギリス軍の指揮官もインディアン連合の作戦を熟知しており、武装して攻撃に備えた。インディアンたちは作戦が失敗したことを知ると、簡単な協議後に一旦引き上げ、2日後に砦を包囲した。ポンティアックとその同胞は、砦の外で見つけたイギリス軍兵士や入植者を、女子供をいとわず全て殺害した。ある兵士などは、五大湖地方のインディアン部族の慣習に従って、儀式上の食肉とされた。暴力はイギリス人にのみ向けられ、フランス人入植者は一般に安全であった。最終的に6部族から900名以上の戦士が包囲戦に参加した。

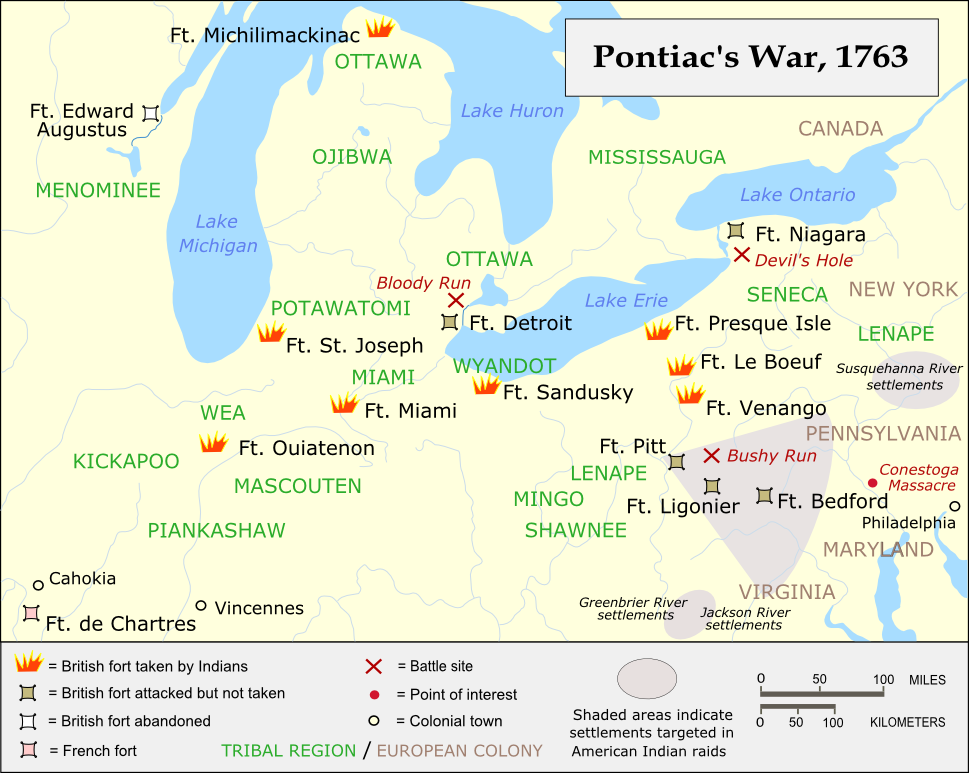
ポンティアック戦争の砦と戦闘

イギリス軍は援軍の到着後に、ポンティアックの宿営地の急襲を試みたが、ポンティアックたちもそれを承知して待ち受けており、7月31日のブラッディランの戦いでイギリス軍を打ち破った。それにも拘わらず、デトロイト砦の状況は手詰まりのままであり、ポンティアックの同胞に対する影響力が薄れていった。インディアン部族の中には包囲を放棄する者が現れ、出発前にイギリス軍と休戦の協定を交わす者もいた。10月31日、ポンティアックはイリノイ郡のフランス人がデトロイト砦を攻める軍に加わることはないと認識し、包囲を解いてモーメー川に移動した。ポンティアックはそこで引き続き、インディアンたちにイギリス軍に対する抵抗を呼びかけ続けた。

### 奪取された小さな砦
イギリス軍の他の出先がポンティアックによるデトロイト砦の包囲について知る前に、5月16日から6月2日にかけての一連の戦いで、インディアン部族は5つの小さな砦を奪取した。最初に墜ちたのはエリー湖岸の小要塞に過ぎなかったサンダスキー砦であった。この砦は1761年にアマースト将軍の命令で作られたが、土地のワイアンドット族が1762年に「直ぐに焼き払ってしまうぞ」と砦の指揮官に脅しをかけていた。5月16日、ワイアンドット族の集団が協議集会を開く風を装って砦の中に入った。これは9日前にデトロイト砦で採って失敗した戦術と同じであった。ワイアンドット族は指揮官を捕まえ、他の15名の兵士を殺害した。砦にいた交易業者も殺され、戦争の初期に殺された約100名の交易業者のうち最初のものとなった。死体は頭皮を剥がれ、砦は1年前にワイアンドット族が警告したように焼き払われた。
セントジョセフ砦（今日のミシガン州ナイルズ）は5月25日にサンダスキー砦と同じやり方で奪取された。指揮官はポタワトミ族に捕まり15名の守備兵の大半は即座に殺された。マイアミ砦（今日のインディアナ州フォートウェイン市）が3番目に墜ちた砦であった。5月27日、指揮官がインディアンの女性に砦の外に誘い出されたところをマイアミ族に銃で撃たれて死んだ。砦は包囲され9名の守備兵は降伏した。
イリノイ郡では、ウィーアテノン砦（今日のインディアナ州ラファイエットから南西に約5マイル (8 km)のところ）が6月1日にウェア族、キカプー族およびマスクーテン族によって奪取された。守備兵は協議のためということで砦の外に誘い出され、20名全員が流血なしで捕虜となった。ウィーアテノン砦近くのインディアン部族はイギリス軍守備隊と良好な関係にあったが、デトロイトのポンティアックのところから来た使者が彼らを攻撃するよう呼びかけた。戦士達は砦の指揮官に対し「他の部族にこうするように強制された」と言って謝った。他の砦とは対照的にウィーアテノン砦の捕虜は殺されなかった。
5番目の砦ミチリマキナック砦（今日のミシガン州マッキノー市）は、急襲によって奪取された最大の砦であった。6月2日、オジブワ族が訪問していたソーク族と共にスティックボール（ラクロスの前身）の試合をお膳立てした。前にもそのようなことがあったので、兵士達は試合を見ていた。ボールが打たれて砦の開いている門から飛び込んだ。両軍の選手が雪崩れ込みインディアンの女性によって砦の中に密かに持ち込まれていた武器を手渡された。35名の守備兵のうち約15名が戦闘で殺され、他にも5名が拷問を受けて殺された。
6月の中旬には第二波の攻撃でオハイオ軍の3つの砦が墜とされた。ベナンゴ砦（今日のペンシルベニア州フランクリンの近く）はセネカ族に6月16日頃に墜とされた。指揮官を除き12名の守備兵全員が即座に殺された。その指揮官もセネカ族の憤懣を書き記すことを強いられた後に火炙りの刑に処せられた。ル・ビューフ砦（今日のペンシルベニア州ウォーターフォード）は6月18日におそらくベナンゴ砦を破壊した者と同じセネカ族に襲われた。12名の守備兵の大半はピット砦に逃れた。
陥落した砦では8番目で最後となったプレスクアイル砦（今日のペンシルベニア州エリー）はおよそ250名のオタワ族、オジブワ族、ワイアンドット族およびセネカ族に6月19日の夜、取り囲まれた。2日間は持ち堪えたものの、60名の守備隊のうち約30名がピット砦に戻るという条件で降伏した。しかし、大半は砦を出た後で殺された。

### ピット砦の包囲戦
西部ペンシルベニアの入植者は、戦争の勃発後安全を求めてピット砦に逃げ込んだ。550名近い人々で砦はごった返すことになり、しかもその内の200名以上は女子供であった。スイス生まれのイギリス軍指揮官シメオン・エキュイアは、「大変な混雑だったので私は疫病を恐れた。天然痘が流行っていた」と書き残した。ピット砦は6月22日にデラウェア族を中心とするインディアンの攻撃を受けた。砦は防御が優れていたので7月中の包囲を持ち堪えた。一方でデラウェア族とショーニー族の戦士がペンシルベニア深く侵攻し、数知れぬ入植者を捕まえ殺した。ピット砦の東に2つの小さな砦、ベドフォード砦とリゴニエ砦があり、散発的な攻撃をうけたが、奪取されるまでには至らなかった。
イギリス軍のアマースト将軍は、戦前はインディアン部族がイギリス軍に効果的な反抗を行えるとはとても考えていなかったが、この夏の軍事状況はひどくなるばかりであった。アマーストは部下達に捕虜にした敵のインディアンは「即座に殺すこと」という指示を書き送った。ペンシルベニアのランカスターに居て、ピット砦の救援のために遠征隊の準備をしていたヘンリー・ブーケット大佐には、6月29日に次の様な提案をした。「不満を抱いているインディアン部族の間に天然痘を送り込む計画は立てられないだろうか？この際、敵を弱らせるために我々の力の及ぶあらゆる戦術を使うしかない。」
ブーケットは同意し、7月13日にアマーストに返信を書いた。「何枚かの毛布に菌を植え付け、敵の手に入るようにしてみる。もちろん自分には移らないように気をつける。」アマーストは7月16日に好意的に返信した。「毛布という手段でインディアンに菌を移すというのはうまく行くだろう。他にもこの忌まわしい部族を根絶やしできる手段なら何でも使うといい。」
ピット砦に包囲されていた士官達が、アマーストとブーケットがまだ議論している間に、明らかにアマーストやブーケットの命令無しに、既にその試みをやっていたことが分かった。6月24日のピット砦での和平交渉の間に、エキュイアは包囲しているデラウェア族の代表に2枚の毛布と1枚のハンカチを送ったが、それらには天然痘の菌に曝されており、病気がインディアンの間に広まれば包囲を止めさせられると期待していた。
イギリス軍がインディアンを感染させたかどうかは明らかでない。ポンティアック戦争中、多くのインディアンが天然痘で死んでいたので、この試みが成功だったという歴史家も居るが、多くの学者達は現在のその結論を疑っている。理由の一つは、オハイオ・インディアンの中の天然痘の流行が明らかに毛布事件よりも前に始まっていたことである。さらに、ピット砦の外に居たインディアン達が毛布を受け取ってから1ヶ月以上も包囲を続けたことは、明らかに疫病の流行によって影響を受けて居なかったことを示している。（毛布を受け取ったデラウェア族の酋長2人は1ヶ月後も変わらず健康であった。）最後に、天然痘は既にその地域に蔓延していたので、多くの要因でインディアンの村にたどり着いた可能性があるということである。目撃者の証言によれば、病気が蔓延した白人の入植村を襲ったインディアンが病人に接触し、自分の集落に戻る途中に病気をまき散らした可能性があるということである。これらの理由により、歴史家のデイビッド・ディクソンは、「インディアンは多くの感染ルートを通じて恐ろしい病気をうつされたかもしれないが、ピット砦の感染した毛布はその感染ルートの一つに過ぎない」と結論づけた。

### ブッシーランおよびデビルズホール
8月1日、ブーケット大佐が指揮する500名のイギリス軍がピット砦に向かっているという報に接したインディアン部族はこれを阻止するために砦の包囲を解いた。8月5日、この2つの軍勢がブッシーランの戦いで会した。ブーケット隊は多くの損害を被ったが、インディアンの攻撃を排除し、8月20日にピット砦を解放した。ブッシーランでのブーケットの勝利はイギリスの植民地でも祝われ、フィラデルフィアでは夜通し教会の鐘が鳴らされた。またイギリス国王ジョージ3世からも賞賛された。
しかし、この勝利の後には手ひどい敗北が続いた。西部の砦の中では最も重要な砦の一つであるナイアガラ砦はそれまで襲われていなかったが、9月14日、少なくとも300名のセネカ族、オタワ族およびオジブワ族が、ナイアガラの滝に沿った補給路で補給部隊を襲った。ナイアガラ砦からも2個中隊が救援に送られたがこれも敗北した。70名以上の兵士と御者がこの戦闘で殺された。イギリス系アメリカ人はこれをデビルホールの虐殺と呼び、イギリス軍にとってはポンティアック戦争の中でも最大の被害を受けたことになった。

## パクストン・ボーイズによるインディアン虐殺
ポンティアック戦争の暴力と恐怖によって、西部ペンシルベニアの多くの入植者は、政府が自分達を守るだけの十分なことをしていないと確信させられた。この不満はパクストン・ボーイズとして知られる自警主義者集団による暴動で、大きな問題であることが明らかとなった。パクストン・ボーイズはペンシルベニアのパクストン村近辺から主に集まっていたので、こう呼ばれた。パクストンの人々は、ペンシルベニアの白人入植地の間にあった小さな集落で平和に暮らしていた、多くはキリスト教徒のインディアンに怒りの鉾先を向けた。コネストガのインディアン村でインディアンの戦士の1隊が目撃されたという噂に触発され、12月14日、50名以上のパクストン・ボーイズの集団が村に乗り込み、そこで見つけた6名のサスケハンノック族を殺害した。ペンシルベニア政府は、残っていたサスケハンノック族14名をランカスターの防御された留置所に移したが、12月27日、パクストン・ボーイズが留置所に押し入り、彼らを殺した。ジョン・ペン知事は殺人者を逮捕するように報奨金を出したが誰も申し出る者はいなかった。
パクストン・ボーイズは次の鉾先を東部ペンシルベニアに住んでいる他のインディアンに向けたが、その多くは保護を求めてフィラデルフィアに逃げ込んでいた。1764年1月、数百のパクストンの人々がフィラデルフィアに向けて行進した。そこではイギリス軍とフィラデルフィア民兵がいてそれ以上の暴力行為を行うことを阻止した。土地の民兵の組織化に貢献したベンジャミン・フランクリンはパクストンの指導者と交渉にあたり、直面する危機を終わらせた。その後フランクリンは、パクストン・ボーイズの告発を非難する文書を出版した。「もし一人の「インディアン」が私を傷つけたら、すべての「インディアン」を傷つける報復に私は従うだろうか？」と問うた。

## イギリスの反応、1764年-1766年
インディアンは1764年の春と夏もさらに激しさを増して辺境の入植地を襲った。この年最も被害の激しかったのは100名以上の入植者が殺されたバージニアであった。5月26日、メリーランドのカンバーランド砦近くの農場で働いていた15名の入植者が殺された。6月14日、ペンシルベニアのルードン砦の近くで約13名の入植者が殺され家を焼かれた。最も重大な襲撃は7月26日に起こった。現在のペンシルベニア州フランクリン郡で4名のデラウェア族戦士が学校を襲い教師1名と子供10名を殺し頭皮を剥いだ。このような事件に直面したペンシルベニア議会はペン知事の承認を得て、フレンチ・インディアン戦争の時に行われた頭皮報奨を再導入した。この制度は女性を含み10歳以上のインディアンを殺した場合に賞金を払うというものだった。
アマーストはこの暴動に対する責任を貿易委員会に問われ、1763年8月にロンドンに呼び戻され、トマス・ゲイジ将軍が後を継いだ。1764年、ゲイジは2つの遠征隊を西部に発し、反乱を鎮圧し、捕虜となっているイギリス人を救出し、戦争に責任のあるインディアンを逮捕しようとした。歴史家フレッド・アンダーソンによれば、ゲイジの作戦は元々アマーストが立てたものであり、戦争を終わらせるというよりもインディアンを罰することに重点がおかれたので、戦争をさらに1年以上長引かせることになった。ゲイジの作戦がアマーストのものと異なっていた点は、ウィリアム・ジョンソンを使ってナイアガラで和平交渉を進ませたことであり、「斧を埋める」用意のあったインディアン達にそのようにさせる機会を与えた。

### ナイアガラ条約
1764年の7月から8月にかけて、ジョンソンは主にイロコイ族からなる約2,000名のインディアン達とナイアガラ砦で条約の交渉を行った。イロコイ族はほとんど戦争の局外にいたが、ジェネシー川渓谷のセネカ族がイギリスに対して武器を揮っていたので、ジョンソンは彼らを同盟の鎖の中に取り戻そうとしていた。デビルズホールの待ち伏せに対する賠償として、セネカ族は戦略的に重要なナイアガラの搬送路をイギリス軍に譲渡することを強いられた。ジョンソンはイロコイ族に戦士の1隊をオハイオ・インディアンに対して派遣するよう説得した。このイロコイの遠征隊は、多くのデラウェア族を捕虜にし、サスケハナ渓谷に放棄されたデラウェア族とショーニー族の町を破壊した。しかし、ジョンソンが期待した程には戦争そのものに対する貢献を果たさなかった。

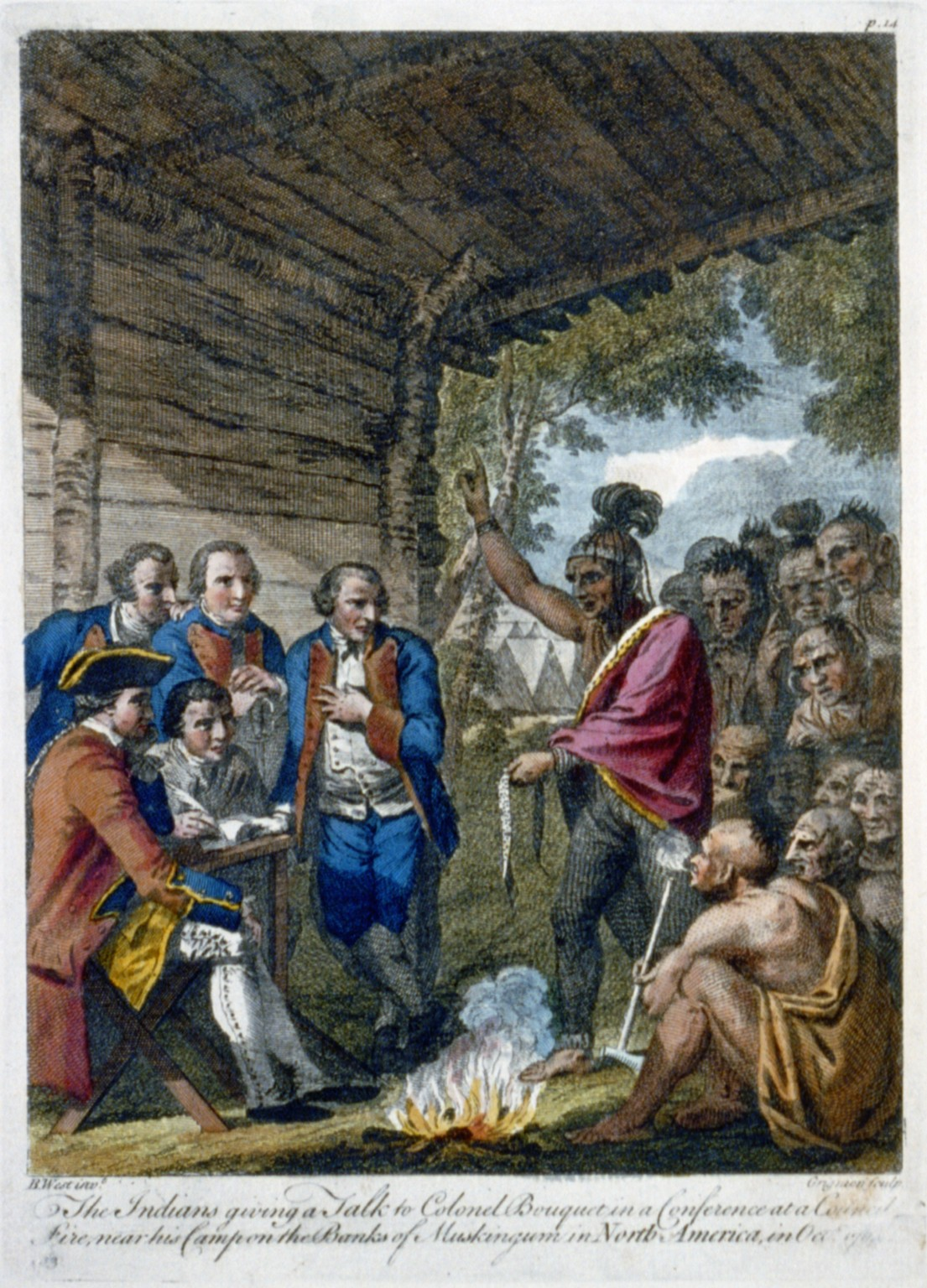
ブーケットの交渉。インディアンの預言者は貝殻玉の帯を手に持っている。

### 2つの遠征隊
ナイアガラ砦の一帯を確保したイギリス軍は2つの遠征隊を西部に出発させた。最初の遠征隊はジョン・ブラドストリート大佐によって指揮され船でエリー湖を渡り、デトロイトを補強するためのものであった。ブラドストリートはデトロイトの周りのインディアンを服従させその後南のオハイオ領土に進む予定だった。2つ目の遠征隊はブーケット大佐により指揮されピット砦を出て西に向かいオハイオ郡に第2の前線を作ることが意図された。
ブラドストリートは1764年8月に約1,200名の兵士とウィリアム・ジョンソンによって徴兵された同盟インディアンの大代表団と共にシュロッサー砦を出発した。ブラドストリートは、敵のインディアンを力で屈服させるには戦力が足りないと感じたので、8月12日にエリー湖の強風によってプレスク島での停泊を余儀なくされた時、グヤスタらオハイオ・インディアン部族の代表と和解の交渉を始めることに決めた。ブラドストリートは、単なる休戦以上の和平条約を結ぶことと、まだ出発していなかったブーケットの遠征隊を止めさせることに合意したことで、越権行為となってしまった。ゲイジ、ジョンソンおよびブーケットは、ブラドストリートがやってしまった事を聞いて激怒した。ゲイジは、ブラドストリートが騙されてオハイオ領土に対する攻撃任務を放棄したと信じ込み、条約を認めなかった。ゲイジが正しかったのかもしれない。オハイオ・インディアン部族は、9月に行われたブラドストリートとの2回目の会合で約束した捕虜を返して寄越さなかったし、ショーニーのある部族は戦争を継続するためにフランス人の助力者を雇おうとしさえした。
ブラドストリートは、彼の承認されていない外交が上官の怒りを買っていることに気付かないまま、西方への移動を続けた。8月26日にはデトロイト砦に到着し、そこで新たな条約の交渉を行った。ブラドストリートは、交渉の席にいなかったポンティアックの信用を落すために、オタワ族が会議の席で送った平和の帯を切り刻んだ。歴史家のリチャード・ホワイトによれば、「そのような行為はヨーロッパの大使が提案された条約に小便を引っ掛ける行為にほぼ等しく、集まったインディアン達を驚愕させ機嫌を損ねさせることになった。」ブラドストリートは、インディアン達が彼との交渉の結果、イギリスの権威を認めたとも主張したが、ジョンソンはインディアンに対する説明が足りず、さらに協議が必要になると信じた。ブラドストリートはその地域のイギリス軍砦を補強し再占領することに成功したが、彼の外交はまだ議論の余地があり決定されたものではないことが分かってきた。

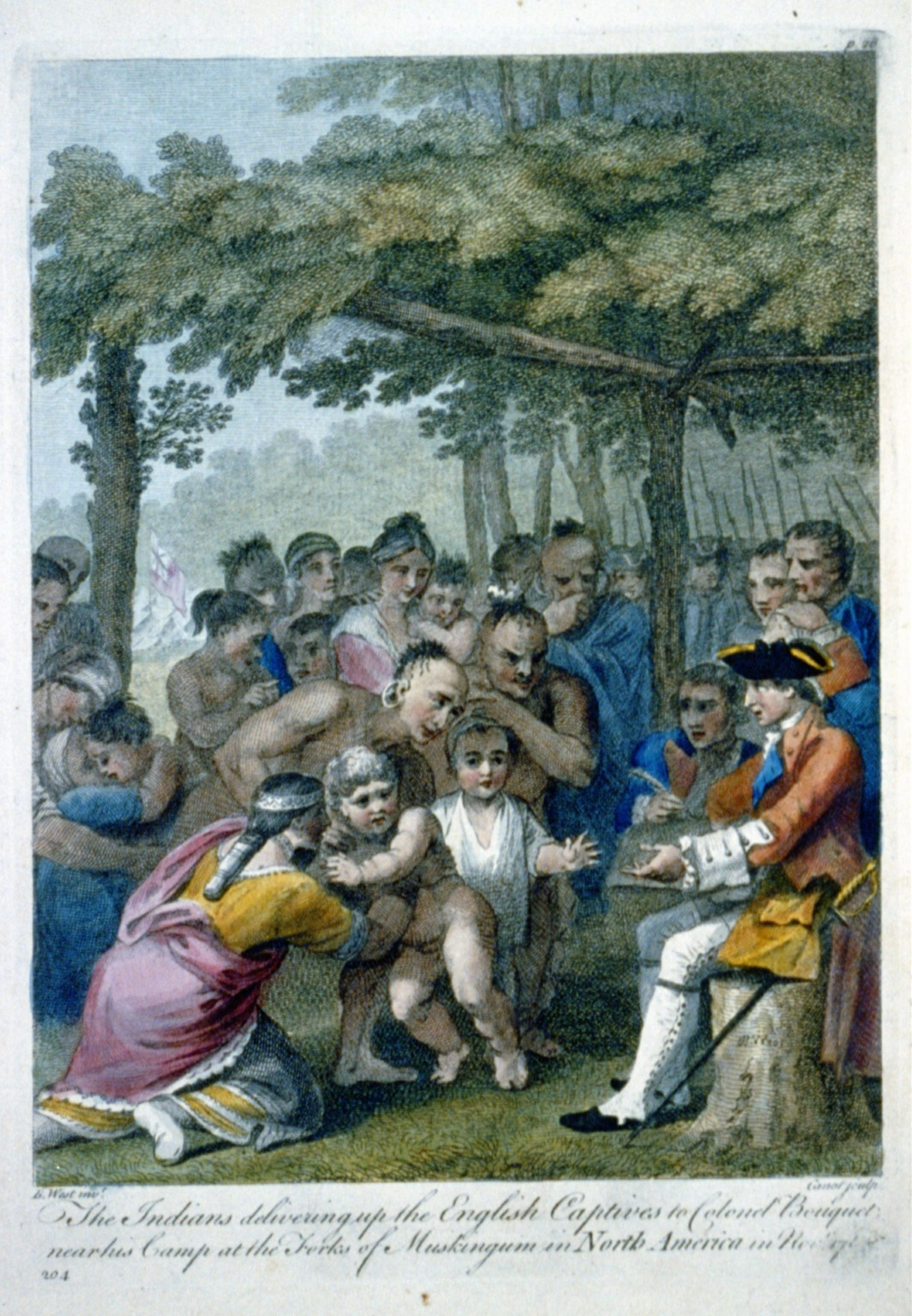
捕虜に取られた多くの子供はインディアンの家族の養子になっていた

ブーケット大佐は、民兵を集めるためにペンシルベニアで遅れをとり、10月3日に1,150名を連れてやっとピット砦を出発した。ブーケットはオハイオ郡のマスキンガム川まで行軍し、多くのインディアン部落まで目と鼻の先まで進んだ。ナイアガラ砦とデトロイト砦で和平交渉が進んでいたので、オハイオ・インディアン部族は孤立しており、一部例外を除いて和平の準備ができていた。10月17日に始まった協議では、オハイオ・インディアン部族はフレンチ・インディアン戦争の時から帰還していなかった者も含めてすべての捕虜を帰すよう、ブーケットが要求した。グヤスタら他の交渉役は渋々ながら200名以上の捕虜を帰したが、その多くはインディアンの家族と縁戚になっていた。捕虜のすべてがそこにいたわけではなかったので、インディアン達は他の捕虜が帰還することの保証として人質を差し出さねばならなかった。オハイオ・インディアン部族はウィリアム・ジョンソンとの正式な交渉の席に着くことを約束し、1765年7月に決着することになった。

### ポンティアックとの条約
戦闘は1764年の遠征で事実上終わっていたが、インディアン達はイリノイ郡ではまだ反抗を呼びかけていた。そこではイギリス軍がフランスからシャルトル砦をまだ接収していなかった。この地域ではショーニー族のチャーロット・カスケという戦士が最も執拗な反イギリス派の戦士として頭角を現し、一時的にはポンティアックの影響力を凌ぐ程であった。カスケはイギリスに対抗するためにフランスの協力者を求めてはるか南のニューオーリンズまで旅した。
1765年、イギリスは、イリノイ郡の占領が外交的な手段によってのみ可能であると結論づけた。イギリスの役人はポンティアックに焦点を当てた。ポンティアックはオハイオ領土インディアンがブーケットと休戦したことを聞き、戦闘的な姿勢が影を潜めていた。ジョンソンの副官、ジョージ・クローガンが1765年の夏にイリノイ郡に赴き、途中でキカプー族やマスクーテン族の襲撃で傷を負ったものの、なんとかポンティアックに会い交渉を始めた。
白人はポンティアックを「部族指導者」だと思い込んでいるから、彼個人と条約交渉を結びたがったのである。納得できないチャーロット・カスケはクローガンを火炙りにしようとしたが、ポンティアックがこれを調停し、部族はニューヨーク植民地に移住することに同意した。ポンティアックは1766年7月25日にオンタリオ砦でウィリアム・ジョンソンと正式な条約に調印（×印を書くだけである）した。それはほとんど降伏というようなものではなかった。土地は割譲しない、捕虜は帰さない、人質も取らないという内容だった。 カスケはイギリスの権威を受け入れられず、他のフランス人やインディアンの逃亡者と共にミシシッピ川を渡ってイギリスの領土を離れた。

## 遺産と影響
ポンティアック戦争で失われた人命の数は正確には分からない。戦闘で約400名のイギリス軍兵士が戦死し、おそらく50名は捕まった後に拷問で死んだ。ジョージ・クローガンは、2,000名の入植者が殺されたか捕虜にされたと見なした。この数字2,000名は殺された者の数だという資料もある。暴力沙汰によっておよそ4,000名の入植者がペンシルベニアやバージニアから故郷への逃亡を強いられた。インディアンの損失はほとんど記録されていないが、約200名が戦闘で戦死したと考えられる。またピット砦に端を発した生物兵器が成功であれば、死者はもう少し増えるかもしれない。
ポンティアック戦争について、伝統的にインディアン側の敗北と見なされてきたが、現代の学者達は軍事的に手詰まりと見ている。インディアンはイギリス軍を追い出すことに失敗したものの、イギリスはインディアンを征服できなかった。戦場での成功よりも、交渉と調停で戦争を終結させた。インディアンは、イギリス政府にアマーストの政策を放棄させ、フランス＝インディアン同盟で作り上げられたインディアンと付き合っていくやり方を踏襲させたことで、ある種の勝利を勝ち取ったと言うことができる。
イギリスの入植者とインディアンとの関係は、フレンチ・インディアン戦争の時に極度の緊張関係にあったが、ポンティアック戦争の間はむしろ緩和された。歴史家のデイビッド・ディクソンによれば、「ポンティアック戦争は、どちらの側も虐殺の狂気に酔ってしまったように見え、その恐るべき暴力沙汰で前例の無いものになった。」歴史家のダニエル・リヒターは、インディアンがイギリス軍を追い出そうとしたことと、パクストン・ボーイズがその社会の中のインディアンを排除しようとしたことを、民族浄化の例だと考えている。戦争に関わることになった双方の人々は、入植者と先住民族は本質的に異なっており、共生することはできないという結論に達した。リヒターによれば、この戦争は「あらゆる先住民族は『インディアン』であり、あらゆるヨーロッパ系アメリカ人は『白人』であり、一方の側は他方を破壊するために結束するという新しい考え方をもたらすことになった。"
イギリス政府は、入植者とインディアンを切り離しておかねばならないという結論にも達した。1763年10月7日、1763年パリ条約の後のイギリス領北アメリカを再組織化するために、国王の名で1763年宣言が発せられた。この宣言は、ポンティアック戦争が始まった時既に発効されていたが、蜂起の知らせがロンドンに届いた後で急いで宣言された経緯がある。イギリス政府はイギリスの入植者とアパラチア山脈の西にあるインディアンの土地との間に境界線を引いた。この結果アパラチア山脈からミシシッピ川、およびフロリダからニューファンドランド島に至る巨大なインディアンの占有領土ができあがった。イギリス政府は入植者がインディアンの土地を横切ることを禁止し、ポンティアック戦争のような紛争がそれ以上起こらないことを期待した。歴史家のコリン・キャロウェイは、「1763年宣言はインディアンと白人の交流ではなく人種的隔離を特徴とする考え方に基づいている」と記した。
ポンティアック戦争の与えた影響は長く残った。1763年宣言でインディアンがその領土に対しある種権利を保有していることを公式に認めたために、それはインディアンの「権利の章典」とも呼ばれ、現在でもカナダ政府とファースト・ネーションとの間の関係になっている。イギリス人入植者や土地投機家にとってこの宣言は、フランスとの戦争で勝ち取ったはずの勝利の成果である西部の土地を否定しているように見えた。これが生んだ不満は植民地の者達のイギリス帝国に対する忠誠心を弱らせ、次に来るアメリカ独立戦争につながった。コリン・キャロウェイによれば、「ポンティアックたちの反抗は、独立のための最後のアメリカ白人の戦争ではなかった。アメリカの植民地白人は十数年後により確かな試みを始め、イギリス政府がポンティアック戦争のような紛争が起こらないように採った手段で、ある意味促進された。」
インディアンにとって、ポンティアック戦争はイギリス系アメリカ人の植民地拡大に対して、多くの部族が共同して反抗する可能性を実際に見させることになった。戦闘は部族や村を分けることにはなったが、北アメリカにおけるヨーロッパの植民地化に対し、初めての多部族による反抗であり、白人とインディアンとの間の戦闘ではインディアンの完敗では終わらなかった初めてのものであった。1763年宣言は結果的に、イギリス人入植者や土地投機家の西方進出を阻止できなかったので、インディアンは新たな抵抗運動を始める必要性に迫られた。1767年にショーニー族主導で始められた協議から次の数十年、ジョセフ・ブラント、アレクサンダー・マックギリブレー、ブルージャケットおよびテカムセといった英雄達が、ポンティアック戦争の抵抗努力を再現する同盟を試みることになった。